# Albi (cratera)
Albi é uma cratera marciana. Tem como característica 8.5 quilômetros de diâmetro. Deve o seu nome à localidade francesa Albi.